# Thomas Jean Lehner
Thomas Jean Lehner (* 2. Januar 1944 in Gunzenhausen als Hans Thomas Stephan Walter Lehner) ist ein deutscher Journalist, Autor und Maler.

## Leben
Thomas Lehner studierte Politik, Geschichte, Psychologie und Philosophie in Erlangen und wurde Assistent am Institut für moderne Kunst Nürnberg. Später arbeitete er beim Südwest(rund)funk in Freiburg im Breisgau.
Thomas Lehner lebt als freier Autor in Frankreich im Pyrenäenvorland bei Aurignac/Haute Garonne. Er ist Enkel des Missionars und Völkerkundlers Stephan Lehner.
Lehner publizierte, z. T. unter dem Pseudonym Jean, zahlreiche Hörspiele (u. a. mit Roland Kroell), Reportagen und Reisebücher. Dabei beschäftigte er sich vor allem mit kulturellen Minderheiten Europas.

## Werke (Auswahl)
- Der Kunstkonverter. Über die Verwandlung von Musik in Malerei und wieder zurück. (Die phantastische Erfindung des Basler Maler-Pianisten Robert Strübin). Nürnberg: Institut für moderne Kunst Nürnberg e.V., 1973.
- Die Salpeterer. Berlin: Wagenbach 1. und 2. Auflage 1977. Freiburg/Breisgau: Schillinger 3. Auflage 2001.
- Jean: Die ihre Freiheit suchen. Reinbek bei Hamburg: Rowohlt 1977.
- Jean: Elsaß. Kolonie in Europa. Berlin: Wagenbach 1978.
- Jean (Herausgeber): Erdchroniken I. Freiburg/Breisgau 1978.
- Jean: Vom Freiheitskampf der Korsen. München: Trikont 1978.
- (Herausgeber): Keltisches Bewußtsein. München: Dianus-Trikont 1985. (auch als Taschenbuch bei Goldmann)
- Der Feengarten. Mit dem Liber de Nymphis des Paracelsus. Freiburg/Breisgau: 1985.
- (Co-Autor): Montenegro. Freiburg/Breisgau 1988.
- Der Königssohn vom Schwarzwald. Doppel-CD/Hörspielproduktion (auch für den SWF Freiburg), Wiesbaden: Sonne Mond und Sterne Verlag 1997.
- Die Prinzessin der versunkenen Stadt. Wiesbaden: Sonne Mond und Sterne Verlag 1998.
- Muri Muri oder das Auge des Drachen auf Golden Island. Deutsch-australische Reisen 1988–2003. Norderstedt: bod 2006.
- Jean d`Arras: Melusine. Deutsche Übersetzung von Thomas Jean Lehner. Mit Bildern von Thomas Lehner. Laufenburg, 2018.

Rundfunkproduktionen (Auswahl) :
- Keiner Obrigkeit untertane Leut' auf dem Wald – die Salpeterer, SWF, Landesstudio Freiburg, Hörzeit, 1977
- Der Buckel der armen Leut, Chunz Jehli, Süddeutscher Rundfunk, Hörzeit, 1978
- Doros Kromer – Die Abenteuer eines Schwarzwälder Glücksritters in Amerika, (Auswandererlieder) SWF, Hörzeit, 1980
- Die Sympathiedoktoren, SWF, Hörzeit, 1980
- Die seltsamen Heiligen am Oberrhein, SWF, Hörzeit; 1981
- Kaspar Hauser, SWF, Hörzeit, 1985
- Mc Crimmon, der erste Dudelsackspieler, Saarländischer Rundfunk, 1987
- Zum schnellen Wasser ich sprich, (Wassermusik mit Obertönen) SWF, Hörzeit, 1990
- Lochheiri, (Ballade vom Lochheiri und 1848/49er Lieder) SWF, Hörzeit, 1991
- Der Wunderdoktor mit dem Henkersschwert – Paracelsus, (Paracelsuslieder) SWF, Hörzeit, 1993
- Das Belchen-Projekt, SWF – 30 Sondersendungen (Musik und Beiträge von Roland Kroell), 1993
- Musik zu Briefen von Käthe Vordtriede, (Musik von Roland Breitenfeld) SWF, Hörzeit, 1999